# IC 4531
IC 4531 ist eine elliptische Galaxie vom Hubble-Typ E/S0? im Sternbild Bärenhüter am Nordsternhimmel. Sie ist schätzungsweise 708 Millionen Lichtjahre von der Milchstraße entfernt und hat einen Durchmesser von etwa 170.000 Lj. 

Im selben Himmelsareal befinden sich u. a. die Galaxien NGC 5829, IC 4526, IC 4532, IC 4534.
Das Objekt wurde am 25. Juli 1903 von Stéphane Javelle entdeckt.